# 敖德萨 (特拉华州)
敖德萨（英語：Odessa），是美国特拉华州纽卡斯尔县（New Castle）下属的一座城镇，面积为1.35平方公里，其中1.31平方公里为陆地，0.04平方公里为水域。2011年的数据显示该地有人口367人。论人口在本州排行第42。